# Gare de Saint-Aubin - Saint-Luperce
Gare de Saint-Aubin - Saint-Luperce vasútállomás Franciaországban, Saint-Aubin-des-Bois településen.

## Vasútvonalak
Az állomást az alábbi vasútvonalak érintik:
- Párizs–Brest-vasútvonal

## Kapcsolódó állomások
A vasútállomáshoz az alábbi állomások vannak a legközelebb:
- Gare de Courville-sur-Eure (Gare de Brest, Párizs–Brest-vasútvonal)
- Gare d’Amilly-Ouerray (Paris Gare Montparnasse, Párizs–Brest-vasútvonal)